# Lijst van voetbalinterlands België - Israël
Deze lijst van voetbalinterlands is een overzicht van alle officiële voetbalwedstrijden tussen de nationale teams van België en Israël. De landen hebben tot op heden negen keer tegen elkaar gespeeld. De eerste wedstrijd, een kwalificatiewedstrijd voor het Wereldkampioenschap voetbal 1966, was op 9 mei 1965 in Brussel. Het laatste duel, een groepswedstrijd tijdens de UEFA Nations League 2024/25, vond plaats op 17 november 2024 in Boedapest (Hongarije).

## Wedstrijden
| № | Plaats    | Datum            | Competitie                  | Wedstrijd       | Uitslag |
| - | --------- | ---------------- | --------------------------- | --------------- | ------- |
| 1 | Brussel   | 9 mei 1965       | WK 1966 kwalificatie        | België − Israël | 1 − 0   |
| 2 | Ramat Gan | 10 november 1965 | WK 1966 kwalificatie        | Israël − België | 0 − 5   |
| 3 | Tel Aviv  | 10 januari 1968  | Vriendschappelijk           | Israël − België | 0 − 2   |
| 4 | Tel Aviv  | 15 november 1978 | Vriendschappelijk           | Israël − België | 1 − 0   |
| 5 | Ramat Gan | 19 januari 1988  | Vriendschappelijk           | Israël − België | 2 − 3   |
| 6 | Jeruzalem | 31 maart 2015    | EK 2016 kwalificatie        | Israël − België | 0 − 1   |
| 7 | Brussel   | 13 oktober 2015  | EK 2016 kwalificatie        | België − Israël | 3 − 1   |
| 8 | Debrecen  | 6 september 2024 | UEFA Nations League 2024/25 | België − Israël | 3 − 1   |
| 9 | Boedapest | 17 november 2024 | UEFA Nations League 2024/25 | Israël − België | 1 − 0   |

## Samenvatting
| Competitie          | Totaal gespeeld | Winst België | Gelijk | Winst Israël | Doelsaldo België – Israël |
| ------------------- | --------------- | ------------ | ------ | ------------ | ------------------------- |
| WK-kwalificatie     | 2               | 2            | 0      | 0            | 6 − 0                     |
| EK-kwalificatie     | 2               | 2            | 0      | 0            | 4 − 1                     |
| UEFA Nations League | 2               | 1            | 0      | 1            | 3 − 2                     |
| Vriendschappelijk   | 3               | 2            | 0      | 1            | 5 − 3                     |
| Totaal              | 9               | 7            | 0      | 2            | 18 − 6                    |

Wedstrijden bepaald door strafschoppen worden, in lijn met de FIFA, als een gelijkspel gerekend.

## Details

### Zesde ontmoeting
| EK 2016 kwalificatie (Jeruzalem, Israël, 31 maart 2015):                                                                                              |              | |
| Israël | 0 – 1        | België |
| | goals        | 9' Marouane Fellaini |
| Eli Guttman | bondscoach   | Marc Wilmots |
| Ofir Marciano Tal Ben Haim Orel Dgani Omri Ben Harush 84' Rami Gershon Bibras Natkho Eran Zahavi Shiran Yeini 66' Nir Biton Ben Sahar Tomer Hemed 46' | opstellingen | Thibaut Courtois Vincent Kompany Jan Vertonghen Nicolas Lombaerts Toby Alderweireld Marouane Fellaini Axel Witsel 86' Radja Nainggolan 63' Eden Hazard Kevin De Bruyne 67' Christian Benteke |
| Tal Ben Haim 46' Lior Refaelov 66' Elyaniv Barda 84'                                                                                                  | wissels      | 63' Nacer Chadli 67' Jason Denayer 86' Divock Origi |
| Orel Dgani 17' Shiran Yeini 54' Lior Refaelov 88' | gele kaarten | 18' Toby Alderweireld 75' Nicolas Lombaerts |
| | rode kaarten | 11', 64' Vincent Kompany |
| - Debuut van Jason Denayer (Celtic FC) voor België.                                                                                                   |              | |

### Zevende ontmoeting
| EK 2016 kwalificatie (Brussel, België, 13 oktober 2015): |              | |
| België | 3 – 1        | Israël |
| Dries Mertens 64' Kevin De Bruyne 78' Eden Hazard 84' | goals        | 88' Tomer Hemed |
| Marc Wilmots | bondscoach   | Eli Guttman |
| Simon Mignolet Vincent Kompany 58' Jan Vertonghen Nicolas Lombaerts Toby Alderweireld Marouane Fellaini 66' Radja Nainggolan Eden Hazard Kevin De Bruyne Dries Mertens Romelu Lukaku 65' | opstellingen | Ofir Marciano Tal Ben-Haim Orel Dgani Eitan Tibi Omri Ben Harush Eran Zahavi 77' Shiran Yeini 66' Beram Kayal Dor Peretz Tomer Hemed 59' Tal Ben-Haim |
| Thomas Meunier 58' Divock Origi 65' Axel Witsel 66' | wissels      | 59' Avi Rikan 66' Omer Damari 77' Gil Vermouth |
| Kevin De Bruyne 32' Jan Vertonghen 45+2' | gele kaarten | 76' Avi Rikan |
| - Debuut van Dor Peretz (Maccabi Tel Aviv) voor Israël. |              | |

KBVB · A-internationals · Selecties · Statistieken · Bondscoaches · Belgisch vrouwenelftal · Olympisch elftal · België U21 · België U20 · België U19 · België U18 · België U17 · België U16 · Vrouwen U19 · Vrouwen U17
Albanië ·
Algerije ·
Andorra ·
Argentinië ·
Armenië ·
Australië ·
Azerbeidzjan ·
Bosnië en Herzegovina · 
Brazilië ·
Bulgarije ·
Burkina Faso ·
Canada ·
Chili ·
Colombia ·
Costa Rica ·
Cyprus ·
DDR ·
Denemarken ·
Duitsland ·
Egypte ·
El Salvador ·
Engeland ·
Estland ·
Faeröer ·
Finland ·
Frankrijk ·
Gabon ·
Gibraltar ·
Griekenland ·
Hongarije ·
Ierland ·
IJsland ·
Irak ·
Israël ·
Italië ·
Ivoorkust ·
Japan ·
Joegoslavië ·
Kazachstan ·
Kroatië · 
Letland ·
Litouwen ·
Luxemburg ·
Malta ·
Marokko ·
Mexico ·
Montenegro · 
Nederland ·
Noord-Ierland ·
Noord-Macedonië ·
Noorwegen ·
Oekraïne ·
Oostenrijk ·
Panama · 
Paraguay ·
Peru ·
Polen ·
Portugal ·
Qatar ·
Roemenië ·
Rusland ·
San Marino ·
Saoedi-Arabië ·
Schotland ·
Servië ·
Servië en Montenegro ·
Slovenië ·
Slowakije ·
Sovjet-Unie ·
Spanje ·
Tsjechië ·
Tsjecho-Slowakije ·
Tunesië · 
Turkije · 
Uruguay · 
Verenigde Staten · 
Wales · 
Wit-Rusland ·
Zambia · 
Zuid-Korea · 
Zweden · 
Zwitserland
Algerije (2014) ·
Argentinië (2014) · 
Brazilië (2018) · 
Canada (2022) · 
Denemarken (2021) · 
Engeland (2018, 1) · 
Engeland (2018, 2) · 
Finland (2021) · 
Frankrijk (1904) ·
Frankrijk (2018) · 
Ierland (2016) · 
Italië (2016) · 
Italië (2021) · 
Japan (2018) · 
Kroatië (2022) · 
Marokko (2022) · 
Nederland (1985) · 
Panama (2018) ·
Polen (1982) · 
Portugal (2021) · 
Rusland (2014) · 
Rusland (2021) · 
Sovjet-Unie (1982) · 
Tunesië (2018) · 
Verenigde Staten (2014) ·
West-Duitsland (1980) · 
Zuid-Korea (2014)
IFA · A-internationals · Kwalificatiewedstrijden · Bondscoaches · Statistieken · Israëlisch vrouwenelftal · Olympisch elftal · Israël U21 · Israël U20 · Israël U19 · Israël U18 · Israël U17 · Israël U16
1934 – 1939 · 
1940 – 1949 · 
1950 – 1959 · 
1960 – 1969 · 
1970 – 1979 · 
1980 – 1989 · 
1990 – 1999 · 
2000 – 2009 · 
2010 – 2019 ·
2020 − 2029
WK 1970
1934 · 
1935–1937 · 
1938 · 
1939 · 
1948 · 
1941–1947 · 
1948 · 
1949 · 
1950 · 
1951–1952 · 
1953 · 
1954 · 
1955 · 
1956 · 
1957 · 
1958 · 
1959 · 
1960 · 
1961 · 
1962 · 
1963 · 
1964 · 
1965 · 
1966 · 
1967 · 
1968 · 
1969 · 
1970 · 
1971 · 
1972 · 
1973 · 
1974 · 
1975 · 
1976 · 
1977 · 
1978 · 
1979 · 
1980 · 
1981 · 
1982 · 
1983 · 
1984 · 
1985 · 
1986 · 
1987 · 
1988 · 
1989 · 
1990 · 
1991 · 
1992 · 
1993 · 
1994 · 
1995 · 
1996 · 
1997 · 
1998 · 
1999 · 
2000 · 
2001 · 
2002 · 
2003 · 
2004 · 
2005 · 
2006 · 
2007 · 
2008 · 
2009 · 
2010 · 
2011 · 
2012 · 
2013 · 
2014 · 
2015 ·
2016 ·
2017 ·
2018 ·
2019 ·
2020 ·
2021 ·
2022 ·
2023
Albanië · 
Andorra ·
Argentinië ·
Armenië ·
Australië ·
Azerbeidzjan ·
België ·
Bosnië en Herzegovina ·
Brazilië ·
Bulgarije ·
Chili ·
Colombia ·
Cyprus ·
Denemarken ·
Duitsland ·
Engeland ·
Estland ·
Ethiopië ·
Faeröer ·
Filipijnen ·
Finland ·
Frankrijk ·
Georgië ·
GOS ·
Griekenland ·
Guatemala ·
Honduras ·
Hongarije ·
Hongkong ·
Ierland ·
IJsland ·
India ·
Iran ·
Italië ·
Ivoorkust ·
Japan ·
Joegoslavië ·
Kosovo ·
Kroatië ·
Letland ·
Liechtenstein ·
Litouwen ·
Luxemburg ·
Maleisië ·
Malta ·
Mexico ·
Moldavië ·
Montenegro ·
Myanmar ·
Nederland ·
Nieuw-Zeeland ·
Noord-Ierland ·
Noord-Macedonië ·
Noorwegen ·
Oekraïne ·
Oezbekistan ·
Oostenrijk ·
Pakistan ·
Polen ·
Portugal ·
Roemenië ·
Rusland ·
San Marino ·
Schotland ·
Servië ·
Singapore ·
Slovenië ·
Slowakije ·
Sovjet-Unie ·
Spanje ·
Taiwan ·
Thailand ·
Tsjechië ·
Turkije ·
Uruguay ·
Verenigde Staten ·
Wales ·
Wit-Rusland ·
Zambia ·
Zuid-Afrika ·
Zuid-Korea ·
Zuid-Vietnam ·
Zweden ·
Zwitserland